# Вандыш (станция)
Ва́ндыш — железнодорожная станция в посёлке Вандыш Коношского района Архангельской области.

## Характеристика
Расстояние от Москвы 748 км. Станция относится к Архангельскому региону Северной железной дороги.

## История
Станция появилась в конце XIX века, когда была проложена железная дорога Вологда — Архангельск.
В январе 1930 года на эту станцию привезли «раскулаченных» спецпоселенцев, которые построили посёлок Сенцыбино.

## Пригородное сообщение
Через станцию проходят пригородный поезд Няндома — Коноша (1 пара поездов в сутки).

## Дальнее сообщение
По состоянию на декабрь 2018 года через станцию курсируют следующие поезда дальнего следования:
| Круглогодичное обращение поездов | Круглогодичное обращение поездов | Круглогодичное обращение поездов | Круглогодичное обращение поездов |
| № поезда                         | Маршрут движения                 | № поезда                         | Маршрут движения                 |
| -------------------------------- | -------------------------------- | -------------------------------- | -------------------------------- |
| 9                                | Архангельск — Санкт-Петербург    | 10                               | Санкт-Петербург — Архангельск    |
| 115 «Поморье»                    | Северодвинск — Москва            | 116 «Поморье»                    | Москва — Северодвинск            |
| 117 «Поморье»                    | Архангельск — Москва             | 118 «Поморье»                    | Москва — Архангельск             |
| 143                              | Мурманск — Вологда               | 144                              | Вологда — Мурманск               |
| 371                              | Архангельск — Котлас             | 372                              | Котлас — Архангельск             |

| Сезонное обращение поездов | Сезонное обращение поездов | Сезонное обращение поездов | Сезонное обращение поездов |
| № поезда                   | Маршрут движения           | № поезда                   | Маршрут движения           |
| -------------------------- | -------------------------- | -------------------------- | -------------------------- |
| 187                        | Архангельск — Новороссийск | 188                        | Новороссийск — Архангельск |
| 261                        | Архангельск — Адлер        | 262                        | Адлер — Архангельск        |